# Kaiserdamm (metrostation)
Kaiserdamm is een station van de metro van Berlijn, gelegen in het stadsdeel Westend. Het metrostation bevindt zich onder de Kaiserdamm, tussen de kruising van deze oost-westas met de Königin-Elisabethstraße en de Kaiserdammbrücke, die de S-Bahnring en de Berlijnse stadsringweg overspant. Het metrostation, dat de monumentenstatus bezit, werd geopend op 29 maart 1908 en maakt deel uit van lijn U2. In de omgeving van het station bevinden zich het Berlijnse beursterrein (Messe Berlin), het Zentraler Omnibusbahnhof en de Funkturm. Het 200 meter ten zuidoosten van station Kaiserdamm gelegen S-Bahnstation Messe Nord/ICC geldt als officiële overstapmogelijkheid, die ook op kaarten wordt weergegeven. Beide stations zijn evenwel niet fysiek met elkaar verbonden.

## Geschiedenis
Aan het begin van de 20e eeuw ontstond ten westen van de toen nog zelfstandige stad Charlottenburg het nieuwbouwgebied Westend. Om het nieuwe stadsdeel een impuls te geven stelde de grondeigenaren voor een metrolijn naar Westend te bouwen. Deze lijn zou in het station Bismarckstraße (nu Deutsche Oper) moeten aftakken van de nog in aanbouw zijnde verlenging Knie - Wilhelmplatz. Bismarckstraße werd hiertoe als splitsingsstation met vier sporen uitgevoerd. Nadat op 14 mei 1906 de lijn naar Wilhelmplatz in gebruik kwam, spraken de Hochbahngesellschaft, het Charlottenburgse stadsbestuur en de overige grondeigenaren op 23 juni 1906 in een contract af het te verwachten verlies op de Westendlijn te delen. Het westen van Charlottenburg was immers nog grotendeels onbebouwd, waardoor rentabiliteit de eerste jaren niet te verwachten was. Na een bouwtijd van twee jaar reed op 29 maart 1908 de eerste trein in reguliere dienst van station Bismarckstraße naar Sophie-Charlotte-Platz, Kaiserdamm en Reichskanzlerplatz (nu Theodor-Heuss-Platz).

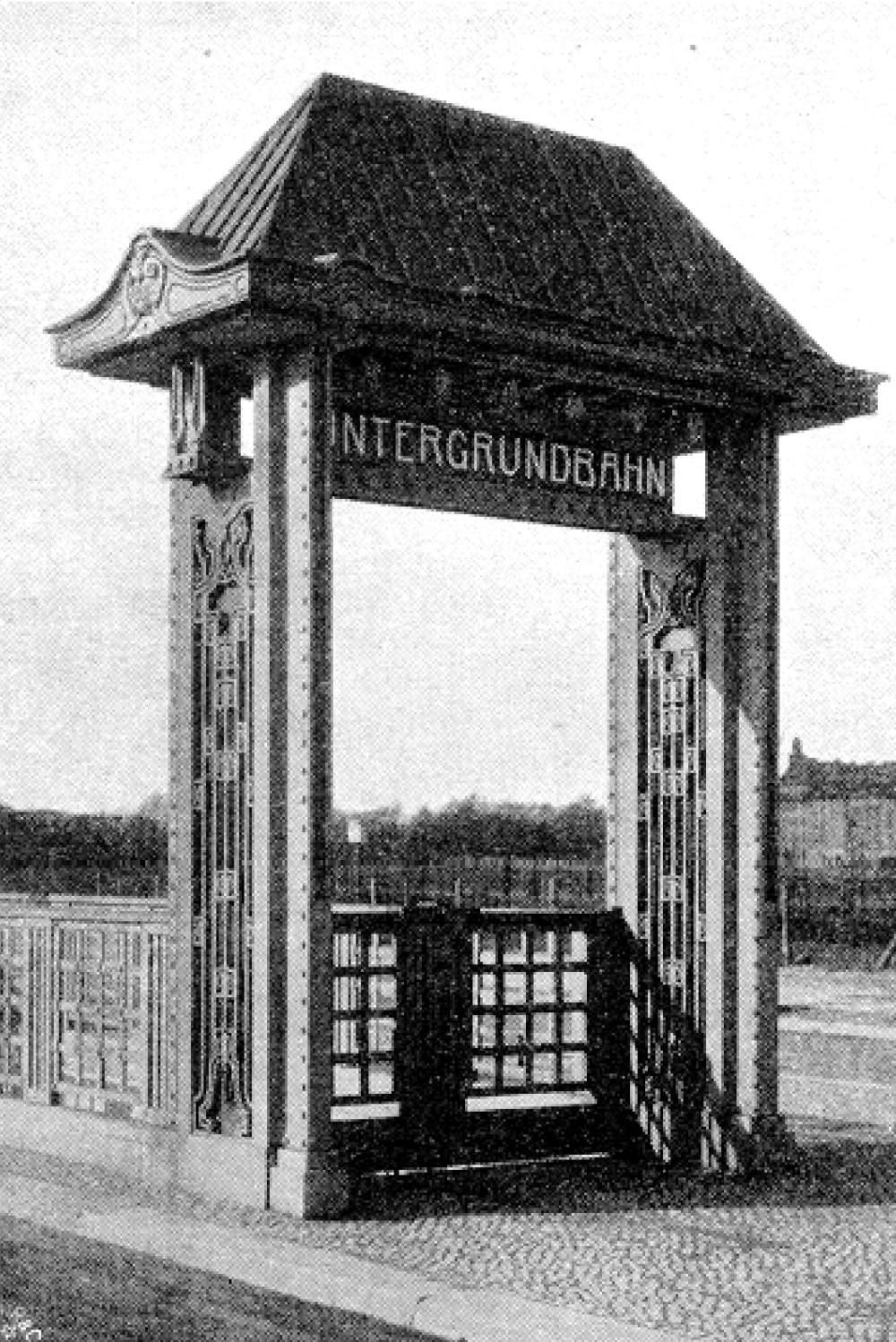
Toegangsportaal, 1908

Bij de Kaiserdammbrücke ontstond een bijzondere constructie in de metrolijn. Aangezien het zeer kostbaar zou zijn de ondiepe tunnel onder de Ringbahn door te leiden, koos men ervoor de metrobuis onder de reeds bestaande brug voor het autoverkeer te hangen.
Het ontwerp van station Kaiserdamm en de andere metrostations aan de lijn nam de huisarchitect van de Hochbahngesellschaft, Alfred Grenander, voor zijn rekening. Het metrostation kreeg een zakelijk, functioneel uiterlijk, kenmerkend voor Grenanders toenmalige stijl, en werd aangekleed met kleine witte wandtegels. Zoals toen nog gebruikelijk werd het station met twee zijperrons uitgerust. Beide perrons kregen aan de westzijde een rechtstreeks naar de middenberm van de Kaiserdamm leidende uitgang en werden door een voetgangerstunnel onder de sporen met elkaar verbonden. In de jaren 1930 verplaatste men de toegangen naar de rand van de straat en werd een tussenverdieping ingevoegd. De gedecoreerde portalen die de ingangen sierden verdwenen hierbij.
Met de ontwikkeling van het beurs- en expositiecentrum rond de in 1926 voltooide Funkturm steeg het belang van station Kaiserdamm aanzienlijk. Om de nabijheid van het beursterrein te benadrukken hernoemde men het station in 1936 tot Kaiserdamm (Messedamm).
De Tweede Wereldoorlog doorstond het metrostation ongeschonden. De Westendlijn behoorde tot de minst getroffen trajecten van het Berlijnse metronet, maar desondanks werd het metroverkeer op 25 april 1945 in de gehele stad stilgelegd. Na het einde van de oorlog kwam het traject Ruhleben - Kaiserdamm als een van de eerste weer in bedrijf: de eerste pendeltreinen reden er op 17 mei 1945. Op 15 september 1946 was het doorgaande verkeer op de hele lijn A (de huidige U2) weer hersteld.

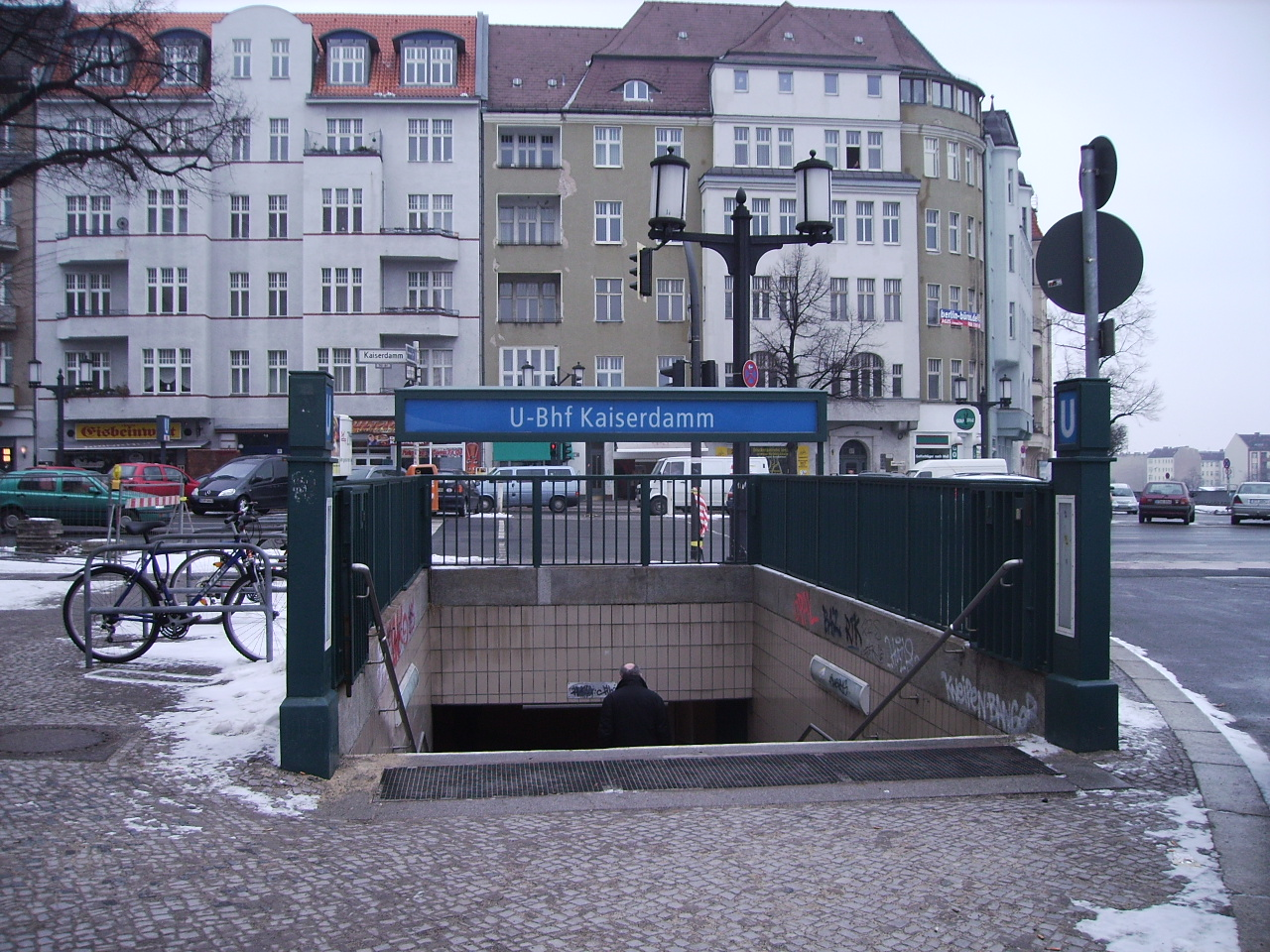
Oostelijke toegang tot het station nabij de Kaiserdammbrücke

Ruim een week na de dood van Konrad Adenauer, de eerste West-Duitse bondskanselier, besloot de Berlijnse Senaat in april 1967 de Kaiserdamm (en het naar de straat genoemde metrostation) om te dopen tot Adenauerdamm. Vanwege grote protesten van de bevolking werd deze naamswijziging in januari 1968 weer teruggedraaid.
In 1986 onderging station Kaiserdamm ter gelegenheid van het 750-jarige jubileum van de Duitse hoofdstad een modernisering. De witte wandtegels werden hierbij door een lichtgrijze betegeling vervangen. Sindsdien is er weinig veranderd in het metrostation. Volgens de prioriteitenlijst van de Berlijnse Senaat zal er tussen 2007 en 2010 begonnen worden met de inbouw van liften – uiteindelijk moeten alle Berlijnse metrostations toegankelijk zijn voor mindervaliden.